# Litofon

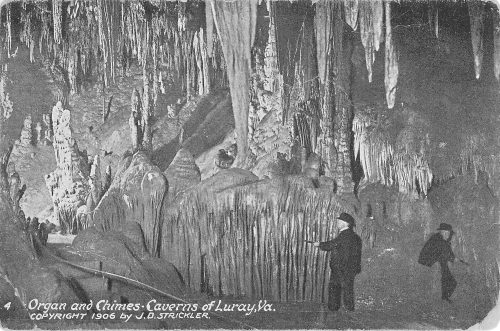
Gra na litofonie w Jaskiniach w Luray, USA

Litofon (z gr. λιϑος skała i φωνή dźwięk) – instrument muzyczny, zaliczany do instrumentów perkusyjnych samobrzmiących, tzw. idiofonów. Dźwięki wytwarzane są poprzez uderzanie w zróżnicowane pod względem wielkości i formy kamienne sztaby.
Litofony były popularne m.in. w starożytnym Wietnamie. Jednym z bardziej znanych litofonów był zabytek z I tysiąclecia p.n.e. odnaleziony na stanowisku w Mỹ Lộc, w południowowietnamskim dystrykcie Tân Uyên, w dolinie rzeki Đồng Nai.
W 1993 starożytny litofon, kopię wietnamskiego instrumentu przechowywanego w paryskim Muzeum Człowieka, zrekonstruowali w Polsce Maciej Rychły, muzyk i twórca zespołu Kwartet Jorgi oraz archeolog z Państwowego Muzeum Archeologicznego w Warszawie Witold Migal. Paryski zabytek znalazł w roku 1949 w Wietnamie w prowincji Đăk Lăk francuski etnolog Georges Condominas.

## Znane litofony

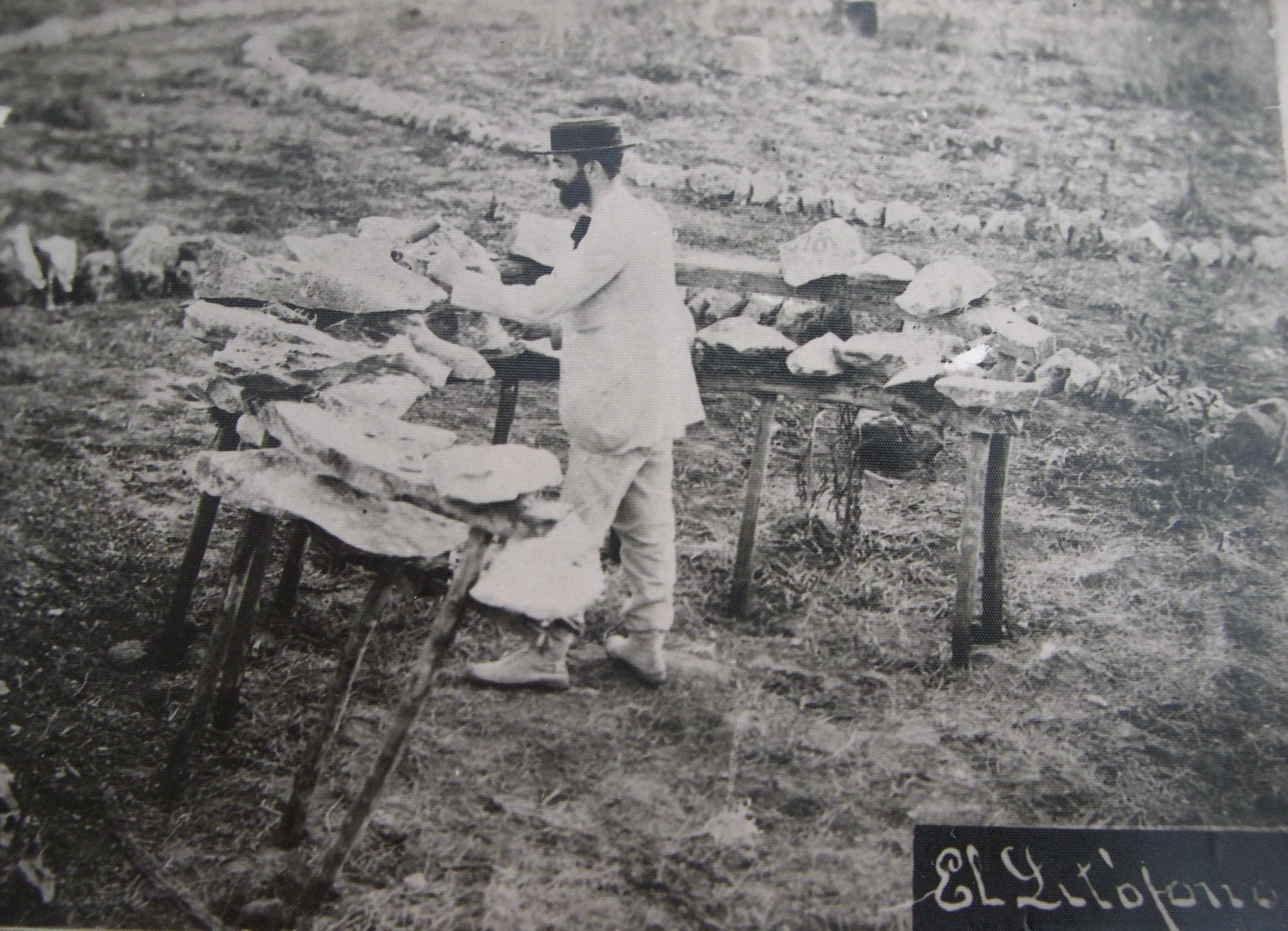
Gra na prostym litofonie

Za bardzo pierwotną formę litofonu można uznać kamienny gong, który używany jest przez ludy różnych kultur. Mowa tutaj o naturalnej kamiennej formacji, w którą uderzało się jakimś przedmiotem, by wydobyć dźwięki. Przykładem może być kamienny gong na Wyspie Mfangano na Jeziorze Wiktorii w Kenii. Wiele litofonów odkryto na terenie Wietnamu w XX wieku. Koreańczycy używają instrumentu zwanego pyeongyeong, który jest zbliżony formą do chińskiego bianqing. Oba instrumenty zaliczyć można do litofonów.
Brytyjski kompozytor Will Menter zbudował llechiphone. Jego kamienna marimba posiadała płytki wykonane z łupków. Inny litofon, nazwany stonaphones, zbudowany został przez Amerykanina Jima Doble ze starych płytek dachowych .
Jednym ze znakomitszych i sławniejszych litofonów jest The Great Stalacpipe Organ w Jaskiniach w Luray w amerykańskim stanie Wirginia. Do wydobywania dźwięków używa się 37 stalaktytów.
Inne znane litofony znajdują się w Musical Stones of Skiddaw w angielskiej Kumbrii oraz w Ringing Rocks Park w Pensylwanii.

## Podobne instrumenty
Litofony są w swej budowie podobne do dzwonków (nazywanymi niepoprawnie cymbałkami), gongów, ksylofonów, marakasów, dzwonów rurowych, trójkątów czy czelest.